# Robert H. Planck
Pour les articles homonymes, voir Planck.
Robert H. Planck (parfois crédité Robert Planck), A.S.C., est un directeur de la photographie américain, de son nom complet Robert Herbert Planck, né à Huntington (Indiana) le 19 août 1902, décédé à Camarillo (Californie) le 31 octobre 1971.

## Biographie
Robert H. Planck débute comme directeur de la photographie en 1929 et collabore en tout à une centaine de films américains, dont bon nombre pour la Metro-Goldwyn-Mayer (notamment des films musicaux), jusqu'en 1958. Puis il travaille à la télévision, sur deux séries, entre 1959 et 1965, avant de se retirer définitivement.
Entre autres, il collabore avec les réalisateurs George Cukor (ex. : Il était une fois en 1941, avec Joan Crawford et Melvyn Douglas), Robert Z. Leonard (ex. : Week-end au Waldorf en 1945, avec Ginger Rogers, Lana Turner et Walter Pidgeon), George Sidney (ex. : Les Trois Mousquetaires en 1948, avec Gene Kelly, Lana Turner et June Allyson) et Charles Walters (ex. : La Belle de New York en 1952, avec Fred Astaire et Vera-Ellen), entre autres.
Au cours de sa carrière, il obtient quatre nominations (voir rubrique ci-dessous) à l'Oscar de la meilleure photographie, mais n'en gagne pas.

## Filmographie

### Au cinéma (sélection)
- 1929 : Le Signe sur la porte (The Locked Door) de George Fitzmaurice (Premier assistant opérateur)
- 1930 : Pour décrocher la lune (Reaching for the Moon) d'Edmund Goulding
- 1930 : The Bat Whispers de Roland West
- 1932 : The Silver Lining d'Alan Crosland
- 1933 : It's Great to Be Alive d'Alfred L. Werker
- 1933 : Life in the Raw de Louis King
- 1933 : Rêves brisés (Broken Dreams) de Robert G. Vignola
- 1934 : Frontier Marshal de Lewis Seiler
- 1934 : Notre pain quotidien (Our Daily Bread) de King Vidor
- 1934 : Money means nothing de Christy Cabanne
- 1934 : The Moonstone de Reginald Barker
- 1934 : Secret of the Chateau de Richard Thorpe
- 1934 : Jane Eyre de Christy Cabanne
- 1935 : Let'em have it de Sam Wood
- 1935 : Red Salute de Sidney Lanfield
- 1935 : The Melody lingers on de David Burton
- 1936 : Career Woman de Lewis Seiler
- 1936 : Le Dernier des Mohicans (The Last of the Mohicans) de George B. Seitz
- 1937 : We Who Are About to Die de Christy Cabanne
- 1937 : Le Prince X (Thin Ice) de Sidney Lanfield
- 1937 : Woman-Wise d'Allan Dwan
- 1937 : Sa dernière chance (This is my Affair) de William A. Seiter
- 1937 : Time Out for Romance de Malcolm St. Clair
- 1937 : Love and Hisses de Sidney Lanfield
- 1937 : That I May Live d'Allan Dwan
- 1937 : Life begins in College de William A. Seiter
- 1938 : Adieu pour toujours (Always Goodbye) de Sidney Lanfield
- 1938 : The Duke of West Point d'Alfred E. Green
- 1938 : La Baronne et son valet (The Baroness and the Butler) de Walter Lang
- 1938 : Hold that Co-ed de George Marshall
- 1938 : Kentucky Moonshine de David Butler
- 1939 : L'Homme au masque de fer (The Man in the Iron Mask) de James Whale
- 1939 : King of the Turf (en) d'Alfred E. Green
- 1940 : Escape de Mervyn LeRoy
- 1940 : Le Cargo maudit (The Strange Cargo) de Frank Borzage
- 1940 : Suzanne et ses idées (Susan and God) de George Cukor
- 1941 : Il était une fois (A Woman's Face) de George Cukor
- 1941 : Duel de femmes (When Ladies meet) de Robert Z. Leonard
- 1942 : Croisière mouvementée (Ship Ahoy) d'Edward Buzzell
- 1942 : Her Cardboard Lover de George Cukor
- 1942 : Les Yeux dans les ténèbres (Eyes in the Night) de Fred Zinnemann

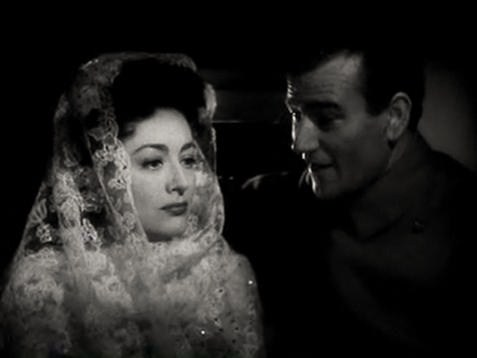
Prise de vue pour Quelque part en France (1942)
- Joan Crawford et John Wayne -

- 1942 : Quelque part en France (Reunion in France) de Jules Dassin
- 1942 : Danse autour de la vie (We were dancing) de Robert Z. Leonard
- 1943 : Un espion a disparu (Above Suspicion) de Richard Thorpe
- 1943 : Fou de girls (Girl Crazy) de Norman Taurog et Busby Berkeley
- 1944 : Le Fantôme de Canterville (The Canterville Ghost) de Jules Dassin et Norman Z. McLeod
- 1944 : Les Blanches Falaises de Douvres (The White Cliffs of Dover) de Clarence Brown
- 1944 : Maisie Goes to Reno de Harry Beaumont
- 1944 : Le Corps céleste (The Heavenly Body) d'Alexander Hall
- 1945 : Week-end au Waldorf (Week-End at the Waldorf) de Robert Z. Leonard
- 1945 : Escale à Hollywood (Anchors Aweigh) de George Sidney
- 1946 : Up goes Maisie de Harry Beaumont
- 1946 : Peines de cœur (Love Laughs at Andy Hardy) de Willis Goldbeck
- 1946 : Le Vantard (en) (The Show-Off) de Harry Beaumont
- 1947 : Éternel Tourment (Cass Timberlane) de George Sidney
- 1947 : Tout le monde chante (It Happened in Brooklyn) de Richard Whorf
- 1948 : Les Trois Mousquetaires (The Three Musketeers) de George Sidney
- 1948 : Amour en croisière (Luxury Liner) de Richard Whorf
- 1949 : Les Quatre Filles du docteur March (Little Women) de Mervyn LeRoy
- 1949 : Madame Bovary de Vincente Minnelli
- 1949 : Corps et Âme (The Doctor and the Girl) de Curtis Bernhardt
- 1950 : J'ai trois amours (Please Believe Me) de Norman Taurog
- 1950 : La Jolie Fermière (Summer Stock) de Charles Walters
- 1951 : Riche, Jeune et Jolie (Rich, Young and Pretty) de Norman Taurog
- 1951 : Carnaval au Texas (Texas Carnival) de Charles Walters
- 1951 : Mariage royal (Royal Wedding) de Stanley Donen
- 1952 : La Belle de New York (The Belle of New York) de Charles Walters
- 1953 : Things we can do without de Dave O'Brien
- 1953 : Drôle de meurtre (Remains to be seen) de Don Weis
- 1953 : La Madone gitane (Torch Song) de Charles Walters
- 1953 : Vicky (Scandal at Scourie) de Jean Negulesco
- 1953 : Lili de Charles Walters
- 1954 : Rhapsodie (Rhapsody) de Charles Vidor
- 1954 : Athena de Richard Thorpe
- 1954 : Prisoner of War d'Andrew Marton
- 1955 : Les Contrebandiers de Moonfleet (Moonfleet) de Fritz Lang
- 1955 : The King's Thief de Robert Z. Leonard
- 1956 : Gaby de Curtis Bernhardt
- 1956 : Diane de Poitiers (Diane) de David Miller
- 1957 : Mon père, cet étranger (The Young Stranger) de John Frankenheimer
- 1957 : Un seul amour (Jeanne Eagels) de George Sidney
- 1958 : The Girl Most Likely de Mitchell Leisen

### À la télévision (séries)
- 1959-1960 : The Millionaire, 17 épisodes
- 1960-1965 : Mes trois fils (My Three Sons), 37 épisodes

## Nominations
- Oscar de la meilleure photographie (nominations uniquement) :
  - En 1946, catégorie couleur, pour Escale à Hollywood ;
  - En 1949, catégorie couleur, pour Les Trois Mousquetaires ;
  - En 1950, catégorie couleur, pour Les Quatre Filles du docteur March ;
  - Et en 1954, catégorie couleur, pour Lili.